# Templo de Deseret Peak
El templo de Deseret Peak, Utah es uno de los templos en operaciones de la Iglesia de Jesucristo de los Santos de los Últimos Días ubicado en la ciudad de Tooele, Utah. Es el templo número 200 en operaciones continuas de la iglesia y el número 23 construido en el estado de Utah. 
El edificio tiene un diseño con influencia en los pioneros mormones que se inspiró en los tabernáculos históricos. La arquitectura del templo refleja la herencia cultural de la región de Tooele y su significado espiritual para la iglesia. El 15 de mayo de 2021 se llevó a cabo una ceremonia de la primera piedra que marcó el inicio de la construcción. El templo fue dedicado por Russell M. Nelson el 10 de noviembre de 2024.

## Historia
El condado de Tooele es el segundo más grande del estado de Utah. La presencia humana se remonta miles de años a la época del antiguo lago Bonneville. Tooele fue uno de los primeros seis condados creados en el territorio de Utah y comenzó a poblarse en 1850 por pioneros mormones, quienes aprovecharon ampliamente los ricos recursos de pastoreo y madera de la región.
El templo se ubica en terreno de pastoreo convertido en zonas de urbanizaciones por una empresa de desarrollo urbano que donó el espacio a la iglesia para la construcción del edificio y que sería luego rodeado por comunas de viviendas.

## Anuncio
Los planes de construir el templo fueron anunciados por el presidente de la iglesia, Russell M. Nelson, durante la conferencia general de la iglesia el 7 de abril de 2019. El Templo de Layton, se anunció al mismo tiempo que otros siete templos: el templo de Antofagasta en Chile, el templo de Moses Lake en el estado estadounidense de Washington, el Templo de San Pedro Sula, Honduras, el templo de Pago Pago, el templo de Okinawa y el templo de Budapest en Hungría. Para el momento de su anuncio, el número total de templos en funcionamiento o anunciados por la iglesia era 209.
Originalmente, se anunció con el nombre de "Templo de Tooele Valley, Utah" y se ubicaría en la coumnidad de Erda, en la intersección con la Ruta Estatal 36. La iglesia propuso la construcción de una zona residencial de gran tamaño alrededor del nuevo templo. Se modificaron luego los planes de su ubicación tras la presión de la comunidad para no incluir algunos de los otros planes de desarrollos residenciales previstos junto con la construcción del nuevo templo, y los residentes locales amenazaron con un referendo para modificar la zonificación de la zona y obligar a estructuras de menor tamaño. Los planos del templo una vez reubicado siguieron el diseño original, con tres pisos y 72 pies cuadrados (6,7 m²).
La ceremonia de la primera palada se realizó el 15 de mayo de 2021 y al que asistieron unas 300 personas. El número de los presentes era reducido por motivo de las restricciones impuestas durante la Pandemia de COVID-19.

## Diseño
En abril de 2020, la Iglesia publicó representaciones del templo, presentando un exterior de piedra artificial con tejas de cobre al estilo pionero. El interior presenta vidrieras artísticas decoradas de flores autóctonas del valle de Tooele, como la rosa de los acantilados y el lupino plateado. El edificio es simétrico y de proporciones clásicas, con una prominente torre central rematada con un techo de cobre. El cobre se extraía y utilizaba desde la época de los pioneros.
El diseño incluye elementos que representan el simbolismo de la Biblia, lo que aporta el significado espiritual relacionado a la función del templo. El simbolismo es importante para el folclore mormón e incluye un tema de arcos altos en las ventanas y puertas; los arcos se utilizan para representar la salida de Jesucristo de la tumba tres días después de su muerte.
El templo cuenta con un baptisterio, cuatro salas de instrucción y cuatro salas de sellamiento matrimonial, cada una diseñada para usos ceremoniales.

## Dedicación
La jornada de puertas abiertas para el templo de Deseret Peak se llevó a cabo del jueves 26 de septiembre al sábado 19 de octubre de 2024, al que asistieron 130,911 visitantes. El lunes 23 de septiembre se celebró un día para los medios de comunicación, seguido de dos días de visitas guiadas para ciertos invitados. El templo fue dedicado por el presidente de la iglesia Russell M. Nelson el 10 de noviembre de 2024. La dedicación se transmitió a todas los centros de reuniones del distrito del templo incluyendo Elko (Nevada).